# بهشتی (ری)
بهشتی (ری)، روستایی از توابع بخش مرکزی شهرستان ری در استان تهران ایران است.

## جمعیت
این روستا در دهستان عظیمیه قرار دارد و براساس سرشماری مرکز آمار ایران در سال ۱۳۸۵، جمعیت آن ۸٬۵۶۹ نفر (۲٬۲۶۲خانوار) بوده‌است.